# جلال طالبی
جلال طالبی (زاده ۲ فروردین ۱۳۲۲) بازیکن و سرمربی سابق تیم ملی فوتبال ایران است.

## زندگی شخصی
جلال طالبی در خیابان درختی تهران به دنیا آمد. او برادر نورالدین طالبی ورزشکار رشته شنا و واترپلو است. عمر دوران بازیگری طالبی در فوتبال بسیار کوتاه بود و او مجبور شد در سن ۲۷ سالگی، به خاطر مصدومیت، بازیگری فوتبال را کنار بگذارد. وی در باشگاه‌های دارایی، تاج و نیز تیم ملی ایران بازی کرده‌است. او در سال ۱۳۴۳ ازدواج کرد و بیشتر دوران بازنشستگی خود را با همسر و سه پسرش در ایالات متحده زندگی می‌کند.

## دوران حرفه‌ای
جلال طالبی از نخستین مربیان ایرانی شاغل در کشورهای خارجی بوده ولی در لیگ های معتبری حضور نداشته است. 
تقریباً سه هفته مانده به جام جهانی ۱۹۹۸ و پس از باخت ۷ بر ۱ تیم ملی ایران برابر باشگاه آ اس رم ایتالیا در یک دیدار تدارکاتی، طالبی جایگزین تومیسلاو ایویچ سرمربی وقت تیم ملی ایران شد.ایویچ بعد از برکناری  فردای مسابقه در مصاحبه ای با شبکه بی‌بی‌سی و چند روز بعد با یک روزنامه فرانسوی اکیپ، رسما اعلام کرد که بازیکنان تیم ملی در یک برنامه هماهنگ شده در برابر رم کم کاری کردند تا جلال طالبی که با هدف هدایت تیم ملی به سمت مدیریت تیم های ملی منصوب شده بود، جایگزین او شود.
طالبی توانست نخستین برد تاریخ فوتبال ایران در جام‌های جهانی به ارمغان بیاورد، هرچند که عده‌ای معتقد هستند این برد نتیجه زحمات تومیسلاو ایویچ بود.
طالبی تا سال ۱۳۷۹ سرمربیگری تیم ملی ایران را بر عهده داشت و پس از شکست در مرحله یک چهارم نهایی جام ملت‌های آسیا ۲۰۰۰ برابر تیم کره جنوبی، که در وقت اضافه و با قانون گل طلایی اتفاق افتاد، از سمت خود استعفا کرد.
طالبی سرمربیگری تیم ملی سوریه و نیز تیم امید اندونزی را نیز بر عهده داشته‌است.

## افتخارات

### به عنوان بازیکن

##### دارایی
- جام باشگاه‌های تهران: ۴۱-۱۳۴۰ * ۱۳۴۶
- جام حذفی تهران: ۱۳۴۰
- قهرمانی کشور: ۱۳۴۱

##### تاج
- جام باشگاه‌های تهران: ۴۸-۱۳۴۷ * ۵۰-۱۳۴۹
- جام باشگاه‌های آسیا: ۱۹۷۰
- لیگ ایران: ۱۳۴۹
- جام میلز هندوستان: ۱۹۶۹ * ۱۹۷۰ * ۱۹۷۱

##### تیم ملی
- جام اکو: ۱۹۶۵

### به عنوان مربی

##### دارایی
- جام باشگاه‌های تهران: ۱۳۵۳

##### الخلیج امارات
- دسته دوم امارات: ۸۲–۱۹۸۱

##### گیلانگ سنگاپور
- لیگ سنگاپور: ۱۹۹۶
- جام حذفی سنگاپور: ۱۹۹۶

##### تیم ملی
- غرب آسیا: ۲۰۰۰

### انفرادی
- حضور در المپیک ۱۹۶۴ (بازیکن)
- مدال نقره بازی‌های آسیایی ۱۹۶۶ (بازیکن)
- کسب نخستین برد ایران در جام جهانی (سرمربی)[۲]